# Dauertatbestand
Ein Dauertatbestand bezeichnet eine Situation im Arbeitsrecht, bei der ein Arbeitnehmer fortdauernd gegen eine Pflicht aus dem Arbeitsvertrag verstößt, die den Arbeitgeber dazu berechtigt, das Arbeitsverhältnis außerordentlich zu kündigen. Aufgrund der dauernden Pflichtverletzung läuft somit die Ausschlussfrist des § 626 Absatz 2 BGB erst ab, sofern der Arbeitnehmer die Pflicht nicht mehr verletzt.
Bleibt etwa der Arbeitnehmer unbefugt der Arbeit fern (Selbstbeurlaubung), so entsteht mit jedem Tag seines Fernbleibens eine weitere für die Kündigung maßgebende Tatsache. Insofern beginnt die Frist des § 626 Absatz 2 BGB erst mit dem Ende dieses Dauertatbestands, also wenn der Arbeitnehmer wieder aus dem Urlaub zurückkommt. Weitere Beispiele sind: Fehlen einer Arbeitserlaubnis; Entziehung einer erforderlichen Fahrerlaubnis.
Nach Meinung des Bundesarbeitsgerichts (Urteil vom 16. Mai 2007 – Aktenzeichen 8 AZR 709/06) kann auch eine Situation im Arbeitsrecht Dauertatbestand sein, bei der ein Arbeitgeber fortdauernd gegen eine Pflicht aus dem Arbeitsvertrag verstößt und die den Arbeitnehmer dazu berechtigt, innerhalb der Ausschlussfrist Schadensersatz und Schmerzensgeld geltend zu machen (z. B. bei Mobbing).